# Madison (Floryda)
Madison – miasto w Stanach Zjednoczonych, w stanie Floryda, w hrabstwie Madison.